# إيفان روسادو
إيفان روسادو (بالإسبانية: Iván Rosado)‏ هو لاعب كرة قدم إسباني في مركز الهجوم، ولد في 24 أبريل 1974 في ولبة في إسبانيا. لعب مع أوساسونا ورايو فايكانو وريكرياتيفو ونادي خيريث ونادي مالقا ونادي مليلية.

## وصلات خارجية
- إيفان روسادو على موقع قاعدة بيانات كرة القدم.إي يو (الإنجليزية)
- إيفان روسادو على موقع Soccerway.com (الإنجليزية)